# No Jacket Required
No Jacket Required este un album al lui Phil Collins, lansat în 1985. A fost al treilea album solo și este până azi unul dintre albumele de succes ale sale.
1. ↑   https://rateyourmusic.com/release/album/phil-collins/no-jacket-required-3/ Lipsește sau este vid: |title= (ajutor)